# 大發Move
大發Move是日本大發汽車公司使用同廠Cuore底盤建造的輕型車，其子型號包括Gran Move、Move Latte及Move Custom。近期也推出一款混合動力版本的Move，建基於Pyzar，使用汽油和電力作動力，現已開始投產。

## 內部連結
- 速霸陸Stella：兄弟車

## 外部連結
- Move官方網站
- Move Custom官方網站
- Move Latte官方網站